# Astrocitoma pilomixoide
L'astrocitoma pilomixoide (PMA) è un tumore del sistema nervoso centrale introdotto nell'ultima classificazione WHO come variante dell'astrocitoma pilocitico (PA).
In effetti il PMA è istologicamente simile all'astrocitoma pilocitico, il tumore cerebrale pediatrico più comune, e spesso viene diagnosticato come tale. Ricordiamo che l'astrocitoma pilocitico è un tumore a lenta crescita e a prognosi sostanzialmente favorevole.
Tuttavia non tutti i pazienti con astrocitoma pilocitico sperimentano tale buon esito. Una piccola parte di essi hanno un decorso clinico diverso, con un minore periodo di sopravvivenza e una più alta mortalità.
Viene ormai riconosciuto che il fatto che si presentino dei PA particolarmente aggressivi è principalmente dovuto all'esistenza della variante PMA. Talché taluni autori pensano che ulteriori studi potrebbero portare al riconoscimento del PMA come tumore a sé stante, con proprie prognosi e terapia.